# Vasile Lucaciu
Vasile Lucaciu, korabeli magyar forrásokban Lukács László (Apa, 1852. január 21. – Szatmárnémeti, 1922. november 29.) román görögkatolikus pap, politikus, a Román Nemzeti Párt titkára, az 1892. évi román memorandum egyik kezdeményezője és aláírója, az erdélyi kormányzótanács tagja. A román forrásokban a „lacfalui oroszlán” (leul de la Şişeşti) állandó jelzővel szerepel. 

## Élete
A gimnáziumi osztályokat Nagybányán, Ungváron, Szatmárnémetiben és Nagyváradon végezte. 1870–1874 között Rómában folytatott teológiai tanulmányokat, és doktori címet szerzett.
1875-től 1878-ig Érszentkirályon volt pap, utána hittant és román nyelvet tanított a szatmárnémeti gimnáziumban. 1885-től 1912-ig Lacfaluban volt pap. Itt 1890-re nagyszabású kőtemplomot építtetett a római Szent Péter-bazilika mintájára, 1905-re iskolát alapított.
Az erdélyi románok jogainak érvényesítéséért harcolva 1887-ben bekerült a Román Nemzeti Párt vezetőségébe, 1892-ben pedig főtitkára lett. 1892-ben egyike volt a Ferenc József császárhoz intézett memorandum kezdeményezőinek és aláíróinak, ezért püspöke felfüggesztette papi tisztségéből. A memorandum aláírói ellen indított perben 1894 májusában öt év államfogházra ítélték. Ebből egy évet töltött le Szegeden, utána az uralkodó kegyelemben részesítette. 1898-ban Szinérváralján részt vett az ASTRA helyi fiókjának alakuló ülésén. 1907 és 1912 között országgyűlési képviselő volt. 1912-ben ő szervezte azt a gyulafehérvári népgyűlést, amely tiltakozott a hajdúdorogi egyházmegye létrehozása ellen, mert szerinte ez az északnyugat-erdélyi románok elmagyarosítását célozta. 
1914-ben Romániába ment, ahol népgyűléseken és cikkekben kampányt folytatott Románia hadbalépése érdekében, amitől az ország egyesítését remélte. 1915-ben megválasztották a Liga az összes román politikai egységéért (Liga pentru unitatea politică a tuturor românilor) elnökévé. 1917-ben a román kormány megbízásából az Amerikai Egyesült Államokba, Franciaországba, Olaszországba és Svájcba utazott, hogy az ottani kormánnyal és közvéleménnyel ismertesse az erdélyi románok követeléseit. Az Egyesült Államokba egy katonai küldöttség tagjaként utazott, amelynek az volt a megbízatása, hogy rábírja az amerikai hatóságokat egy román önkéntesekből álló katonai egység szervezésére, amely a francia fronton harcolt volna. 1918-ban az erdélyi kormányzótanács tagja lett. 1919-től a román parlamentben volt képviselő. Románia és a Vatikán első államközi szerződésének (konkordátumának) előkészítése során a román fél követeléseit Vasile Lucaciu állította össze; a javaslat többek között az erdélyi egyházmegyék számának csökkentését és a bukaresti érsek alá rendelését tartalmazta.
Az 1922-es parlamenti választáson nem sikerült mandátumot szereznie, ekkor visszavonult a politikai életből. Utolsó éveit szegénységben, elfeledetten töltötte Szatmárnémetiben.

## Művei
- Pietatea. Szatmárnémeti. 1882,
- Instituţiuni filosofice I–III. Szatmárnémeti. 1881–1884.
- Számos cikke és beszéde jelent meg az erdélyi román illetve regáti lapokban (Gazeta Transilvaniei, Tribuna, Foaia Poporului, Revista Orăştiei, Lupta).

## Emlékezete

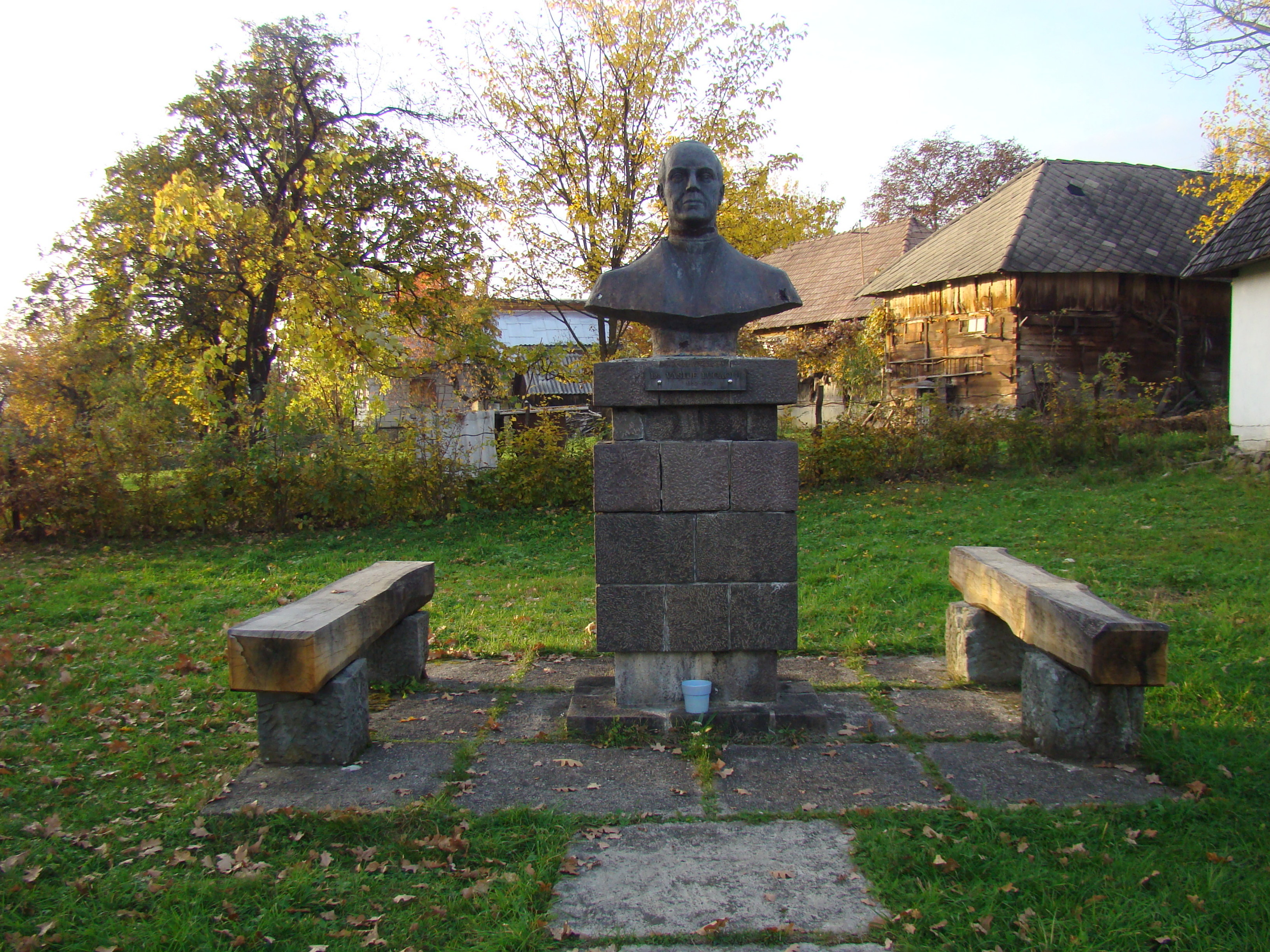
Szobra a lacfalui emlékháznál

1936-ban Szatmárnémetiben szobrot emeltek tiszteletére. Lacfaluban a parókia és iskola épületegyüttesét 1968-ban Vasile Lucaciu Emlékház néven múzeummá alakították ki. Apán, Nagykárolyban, Szatmárnémetiben és Nagybányán iskola viseli a nevét.